# Сен-Марсель (Эр)
Сен-Марсель (фр. Saint-Marcel) — город на севере Франции, регион Нормандия, департамент Эр, округ Лез-Андели, кантон Паси-сюр-Эр. Расположен в 27 км к востоку от Эврё и в 84 км к северо-западу от Парижа, в 5 км от автомагистрали А13 "Нормандия", на левом берегу Сены.
Население (2018) — 4 446 человек.

## Экономика
Структура занятости населения:
- сельское хозяйство — 0,2 %
- промышленность — 32,2 %
- строительство — 8,0 %
- торговля, транспорт и сфера услуг — 40,8 %
- государственные и муниципальные службы — 18,9 %

Уровень безработицы (2017) — 13,0 % (Франция в целом — 13,4 %, департамент Эр — 13,4 %). 

Среднегодовой доход на 1 человека, евро (2018) — 23 640 (Франция в целом — 21 730, департамент Эр — 21 700).

## Демография
Динамика численности населения, чел.

## Администрация
Пост мэра Сен-Марселя с 2020 года занимает Эрве Подраза  (Hervé Podrazа). На муниципальных выборах 2020 года возглавляемый им независимый список одержал победу в 1-м туре, получив 54,14 % голосов.
| Период | Период | Фамилия         | Партия                                  | Примечания                                       |
| ------ | ------ | --------------- | --------------------------------------- | ------------------------------------------------ |
| 1965   | 1995   | Ги Гамбю        |                                         |                                                  |
| 1995   | 2020   | Жерар Вольпатти | Союз за народное движение Республиканцы | пенсионер, член Генерального совета департамента |
| 2020   |        | Эрве Подраза    |                                         |                                                  |

## Города-побратимы
- Бишопс Кастл, Англия
- Нюдлинген, Германия
- Черрето-Гвиди, Италия